# Lasiodora trinitatis
Lasiodora trinitatis là một loài nhện trong họ Theraphosidae.
Loài này thuộc chi Lasiodora. Lasiodora trinitatis được Mary Agard Pocock miêu tả năm 1903.